# Bruno Henrique (Fußballspieler, 1990)
Bruno Henrique Pinto (* 30. Dezember 1990 in Belo Horizonte), kurz Bruno Henrique, ist ein brasilianischer Fußballspieler. Der Stürmer spielt seit Anfang 2019 für den CR Flamengo.

## Karriere

### Verein
Bruno Henrique begann seine Karriere in seiner Geburtsstadt beim Cruzeiro EC. Im Januar 2012 wurde er an den Uberlândia EC verliehen, der ihn im Sommer 2013 auch fest verpflichtete. Im Januar 2014 wurde er für ein Jahr an den Itumbiara EC verliehen. Im Januar 2015 wechselte Bruno Henrique zum Erstligisten Goiás EC, für den er im Mai 2015 in der Série A debütierte.
Am 29. Januar 2016 wechselte Bruno Henrique in die Bundesliga zum VfL Wolfsburg, bei dem er einen bis Juni 2019 laufenden Vertrag unterschrieb. Am 6. April 2016 bestritt er sein Startelfdebüt im Hinspiel des Champions-League-Viertelfinals gegen Real Madrid, das der VfL Wolfsburg mit 2:0 gewann.
Nach der Hinrunde der Saison 2016/17 kehrte Bruno Henrique in seine Heimat zurück und schloss sich dem FC Santos an. Bei dem Klub etablierte er sich sofort als Stammspieler. Die Saison 2017 begann für ihn problematisch. Die Saison 2018 begann für ihn problematisch. Im ersten Pflichtspiel der Saison gegen den CA Linense in der Staatsmeisterschaft von São Paulo am 17. Januar wurde er am rechten Auge verletzt.
Nach zwei Spielzeiten wechselte er Anfang 2019 nach Rio de Janeiro zum CR Flamengo, wo er auf Anhieb die Staatsmeisterschaft und die Taça Rio gewann. Am 23. November 2019 schloss sich die Copa Libertadores 2019 an. Einen Tag später fiel in der brasilianischen Meisterschaft 2019 die Vorentscheidung zu Gunsten von Flamengo und Bruno Henrique konnte auch diesen Titel feiern. In der Saison erzielte er am 30. und 35. Spieltag einen Hattrick und wurde mit dem Prêmio Craque do Brasileirão als bester Spieler ausgezeichnet. Am 25. Februar 2021 konnte die Meisterschaft 2020 gewonnen werden. Am 19. Oktober 2022 folgte der Erfolg im Copa do Brasil 2022 und am 29. November der Sieg in der Copa Libertadores 2022.

### Nationalmannschaft
Im August 2019 wurde Bruno Henrique von Trainer Tite erstmals für die brasilianische Nationalmannschaft nominiert, als er für den Kader für die Freundschaftsspiele gegen Peru und Kolumbien berufen wurde. Im Spiel gegen Kolumbien am 5. September 2019, wurde er in der 80. Minute für Philippe Coutinho eingewechselt.

### Verdacht auf Wettmanipulation
2024 geriet Bruno Henrique ins Visier der brasilianischen Strafverfolgungsbehörden. Der Stürmer von Flamengo wird verdächtigt, Ende 2023 im Spiel gegen FC Santos eine zentrale Rolle bei einer mutmaßlichen Wettmanipulation gespielt zu haben.

## Erfolge
Goiás
- Staatsmeisterschaft von Goiás: 2015

Flamengo
- Taça Rio: 2019
- Staatsmeisterschaft von Rio de Janeiro: 2019, 2020, 2021, 2024, 2025
- Copa Libertadores: 2019, 2022
- Brasilianischer Meister: 2019, 2020
- Supercopa do Brasil: 2020, 2021, 2025
- Taça Guanabara: 2020
- Recopa Sudamericana: 2020
- Copa do Brasil: 2022, 2024

## Auszeichnungen
- Torschützenkönig der Staatsmeisterschaft von Rio de Janeiro: 2019 (acht Tore)
- Prêmio Craque do Brasileirão Auswahlmannschaft und bester Spieler: 2019[8]
- Bola de Prata: 2019[9]